# 나크바

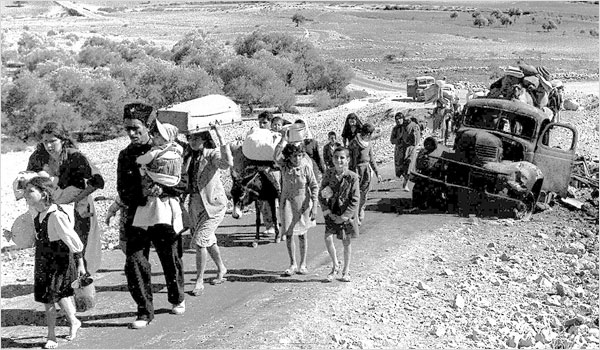
팔레스타인의 피난민들이 1948년 10~11월 갈릴리를 떠나고 있다.

나크바(아랍어: النكبة, lit. '재앙')는 팔레스타인인에 대한 폭력적인 이주, 토지와 재산에 대한 강탈, 사회문화 및 정치적 권리의 억압 등을 통해 이루어지는 민족 청소를 이르는 말이다. 나크바라는 용어는 주로 1948년 팔레스타인 전쟁 시기에 팔레스타인 위임통치령에서 벌어진 사건들을 묘사하는 데에 쓰이나 현재 이스라엘에 의해 진행 중인 탄압에 대해서도 쓰인다.
추산에 따라 다르나 1948년 나크바의 주요 사건들을 거치며 팔레스타인 아랍인 인구의 절반에 해당하는 약 750,000명의 인구가 다양한 시온주의 준군사조직과, 건국 이후 이스라엘군이 동원한 폭력적인 방법을 통해 거주지로부터 강제 이동당하거나 도피하였다. 팔레스타인 아랍인들을 대상으로 한 학살들이 발생하였으며 500개소 이상의 아랍인 다수 마을과 교외 지역들이 쇠락하여 파괴되거나 히브리어 이름으로 유대인 정착지가 되었다. 팔레스타인 전쟁 말기에 이르러 이스라엘은 팔레스타인 위임통치령 영토의 78%를 장악하였다.
팔레스타인 국가 서사는 나크바를 국가 정체성과 정치적 영감을 정의하는 집단적 트라우마로 바라본다. 그러나 이스라엘의 국가 서사는 나크바를 독립 전쟁과 이스라엘 국가 성립의 요소로 보며, 팔레스타인인들이 자의로 퇴거하였거나 그러한 퇴거가 필수불가결한 것이라고 주장한다. 나크바 부정론은 이스라엘 사회에서 1970년대부터, 특히 신역사학자(New Historians)들로 인해 도전받기 시작하였으나 공식적인 서사는 변화하지 않았다.
팔레스타인에서는 이스라엘 독립기념일의 다음날인 5월 15일을 나크바의 날로 하여 팔레스타인 전쟁의 사건들을 기념한다. 한편 1967년 제3차 중동 전쟁으로 1967년 팔레스타인인 탈출이 발생하였으며 이를 나크사로 칭하고, 좌절의 날로 기념하고 있다. 나크바는 팔레스타인에 문화적 영향을 주었으며 국가 정체성의 상징으로 남아 있다.

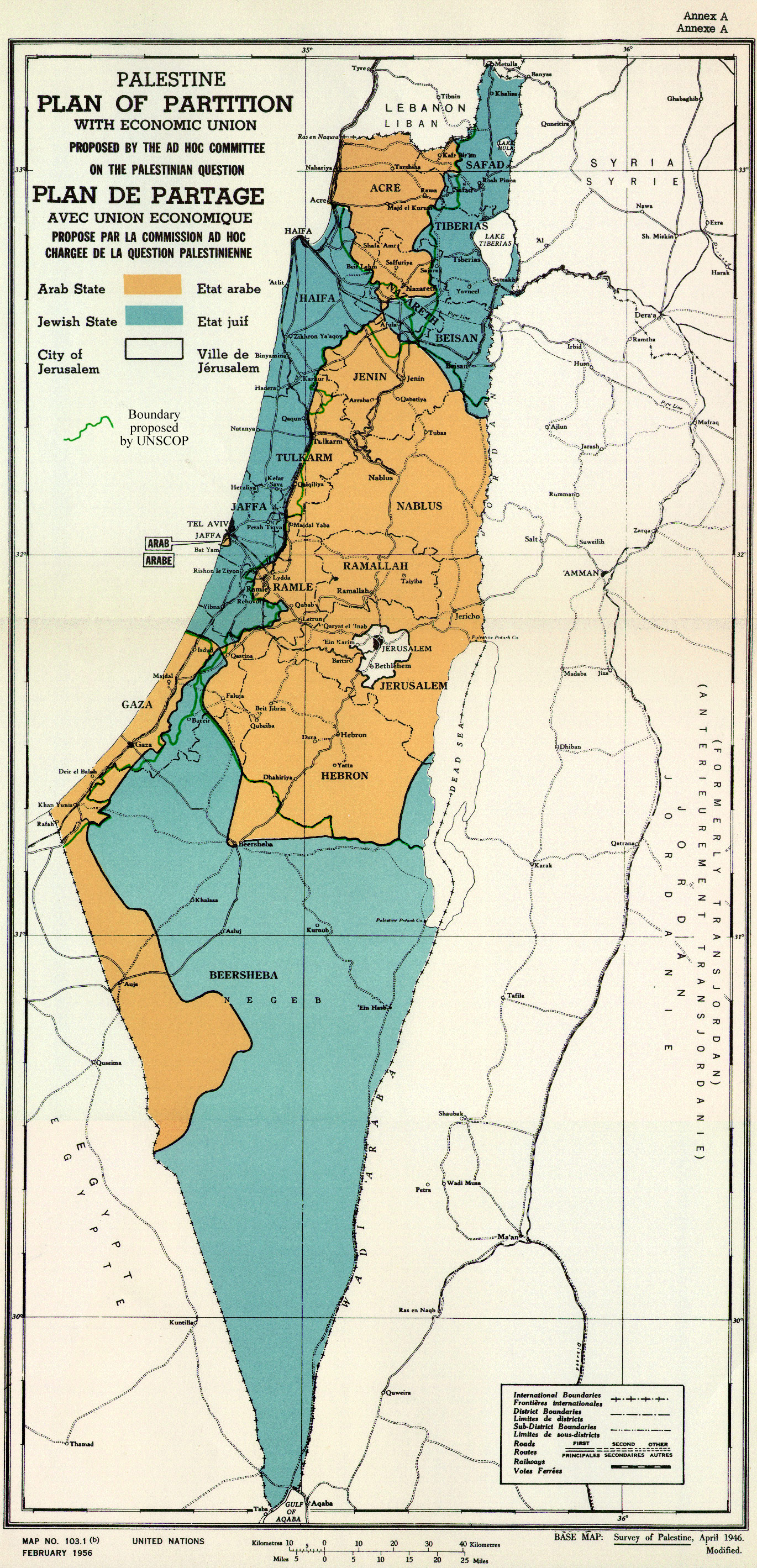
1947년 팔레스타인 분할안

## 같이 보기
- 밸푸어 선언
- 이슬람 국가에서 유대인 추방
- 나크바의 날